# Terzo d’Aquileia
Terzo d’Aquileia – miejscowość i gmina we Włoszech, w regionie Friuli-Wenecja Julijska, w prowincji Udine.
Według danych na rok 2004 gminę zamieszkiwało 2660 osób, 95 os./km².